# Sévigny
Sévigny ist eine französische Gemeinde mit 309 Einwohnern (Stand: 1. Januar 2022) im Département Orne in der Region Normandie. Sie gehört zum Arrondissement Argentan und ist Mitglied im Gemeindeverband Terres d’Argentan Interco. Die Einwohner werden Sévignaciens und Sévignaciennes genannt.

## Geografie

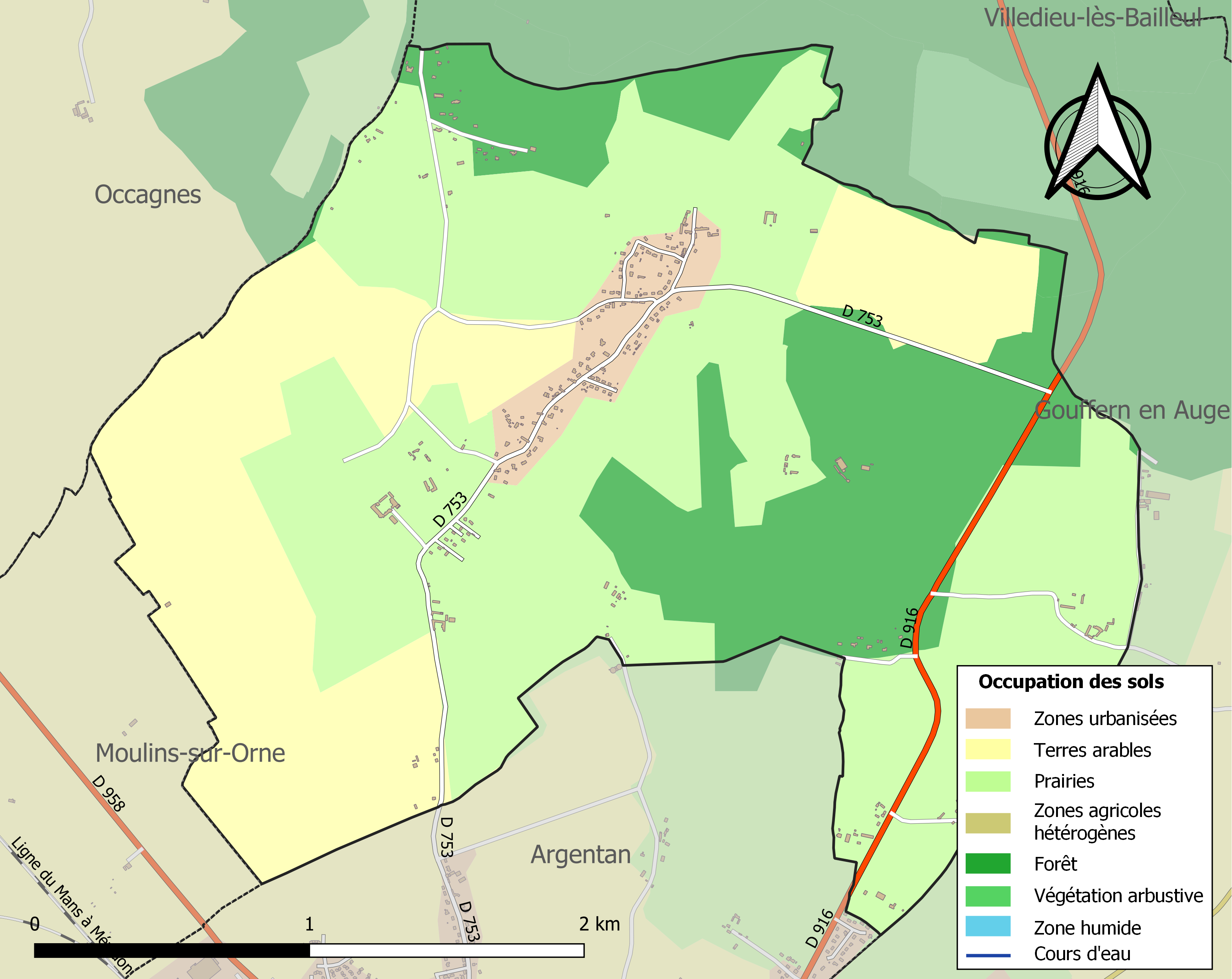
Bodennutzung und Infrastruktur der Gemeinde (2018)

Sévigny liegt etwa 3,5 Kilometer nördlich von Argentan und etwa 39 Kilometer nordnordwestlich von Alençon. Das Bürgermeisteramt befindet sich etwas abseits des Zentrums im Weiler les Grands Champs. Das Gemeindegebiet wird vom zeitweise trockenfallenden Ruisseau des Fontaines Thiot und verschiedenen kleineren Bächen und Gräbern entwässert. Das Zentrum der Gemeinde liegt auf einer Höhe von etwa 185 m. Das Relief des Gebiets fällt am Austritt des Ruisseau des Fontaines Thiot aus dem Gemeindegebiet auf 164 m ab und steigt im Norden und Osten auf über 200 m an mit einer maximalen Höhe von 232 m im Bois du Tellier südöstlich des Zentrums.
Teile des Gebiets von Sévigny gehören zum Natura 2000-Schutzgebiet „Haute vallée de l’Orne et affluents“ (FR2500099) und von einer ZNIEFF-Naturzone. Rund 75 % der Fläche der Gemeinde werden landwirtschaftlich genutzt, rund 22 % sind bewaldet, rund 4 % entfallen auf bebaute Flächen (Stand: 2018).
Sévigny ist umgeben von folgenden Nachbargemeinden:
| Occagnes         |                                             |                  |
|                  | Kompassrose, die auf Nachbargemeinden zeigt | Gouffern en Auge |
| Moulins-sur-Orne | Argentan                                    |                  |

## Bevölkerungsentwicklung
| Sévigny: Einwohnerzahlen von 1793 bis 2020                                                                                 | Sévigny: Einwohnerzahlen von 1793 bis 2020 | Sévigny: Einwohnerzahlen von 1793 bis 2020 | Sévigny: Einwohnerzahlen von 1793 bis 2020 | Sévigny: Einwohnerzahlen von 1793 bis 2020 |
| --- | ------------------------------------------ | ------------------------------------------ | ------------------------------------------ | ------------------------------------------ |
| Jahr |                                            |                                            |                                            | Einwohner                                  |
| 1793 | 1793                                       |                                            | 245                                        | 245                                        |
| 1800 | 1800                                       |                                            | 230                                        | 230                                        |
| 1806 | 1806                                       |                                            | 233                                        | 233                                        |
| 1821 | 1821                                       |                                            | 408                                        | 408                                        |
| 1836 | 1836                                       |                                            | 254                                        | 254                                        |
| 1841 | 1841                                       |                                            | 304                                        | 304                                        |
| 1846 | 1846                                       |                                            | 304                                        | 304                                        |
| 1851 | 1851                                       |                                            | 314                                        | 314                                        |
| 1856 | 1856                                       |                                            | 290                                        | 290                                        |
| 1861 | 1861                                       |                                            | 274                                        | 274                                        |
| 1866 | 1866                                       |                                            | 270                                        | 270                                        |
| 1872 | 1872                                       |                                            | 254                                        | 254                                        |
| 1876 | 1876                                       |                                            | 219                                        | 219                                        |
| 1881 | 1881                                       |                                            | 196                                        | 196                                        |
| 1886 | 1886                                       |                                            | 184                                        | 184                                        |
| 1891 | 1891                                       |                                            | 179                                        | 179                                        |
| 1896 | 1896                                       |                                            | 171                                        | 171                                        |
| 1901 | 1901                                       |                                            | 153                                        | 153                                        |
| 1906 | 1906                                       |                                            | 166                                        | 166                                        |
| 1911 | 1911                                       |                                            | 164                                        | 164                                        |
| 1921 | 1921                                       |                                            | 130                                        | 130                                        |
| 1926 | 1926                                       |                                            | 174                                        | 174                                        |
| 1931 | 1931                                       |                                            | 132                                        | 132                                        |
| 1936 | 1936                                       |                                            | 154                                        | 154                                        |
| 1946 | 1946                                       |                                            | 171                                        | 171                                        |
| 1954 | 1954                                       |                                            | 148                                        | 148                                        |
| 1962 | 1962                                       |                                            | 167                                        | 167                                        |
| 1968 | 1968                                       |                                            | 172                                        | 172                                        |
| 1975 | 1975                                       |                                            | 218                                        | 218                                        |
| 1982 | 1982                                       |                                            | 319                                        | 319                                        |
| 1990 | 1990                                       |                                            | 377                                        | 377                                        |
| 1999 | 1999                                       |                                            | 352                                        | 352                                        |
| 2006 | 2006                                       |                                            | 327                                        | 327                                        |
| 2013 | 2013                                       |                                            | 317                                        | 317                                        |
| 2020 | 2020                                       |                                            | 304                                        | 304                                        |
| Quelle(n): EHESS/Cassini bis 1999, INSEE ab 2006 Anmerkung(en): Ab 1962 offizielle Zahlen ohne Einwohner mit Zweitwohnsitz |                                            |                                            |                                            |                                            |

## Sehenswürdigkeiten

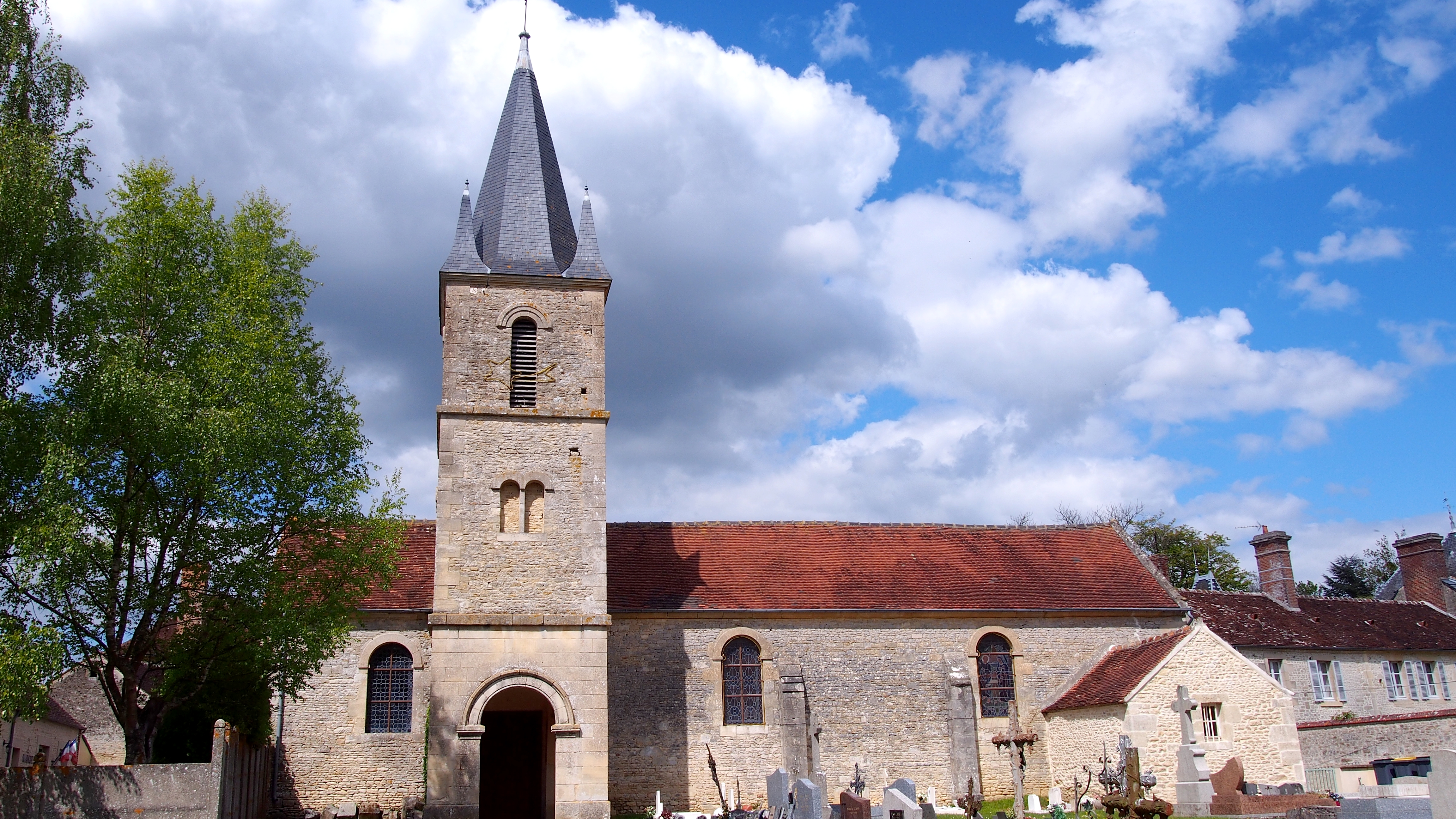
Pfarrkirche Saint-Brice

Die Pfarrkirche Saint-Brice stammt aus dem 18. Jahrhundert. Sie ist wie andere Brictiuskirchen nach dem Bischof Brictius von Tours benannt. Mehrere Altare sowie das Taufbecken sind in die Base Palissy aufgenommen.

Südwestlich des Ortes befinden sich die Ruinen der Anfang des 19. Jahrhunderts erbauten Tuilerie Sans Pareil. Diese ehemalige Ziegelei des Maison Neuve ist seit 1995 in Teilen als Monument historique eingeschrieben.

## Verkehr
Die Departementsstraße D 916, die ehemalige Route nationale 816 von Vimoutiers nach Couterne, durchquert das östliche Gemeindegebiet von Nord nach Süd. Die nachgeordnete Departementsstraße D 753 sowie lokale Landstraßen verbinden das Zentrum mit den Weilern der Gemeinde und Nachbargemeinden.